# Хипхопиум 4
Хипхопиум 4 седми је соло албум репера Ђуса. Објављен је 2020. године, под окриљем издавачке куће Bassivity Digital. Заједно са новим албумом објављен је и ремастеризовано издање албума Хипхопиум 1, као и документарни филм под називом „Хипхопиум”.

## Опште информације
Ђус је у марту 2016. године објавио да ради на албуму „Хипхопиум 4”. Албум је објављен 21. августа 2020. године на Youtube платформи под окриљем издавачке куће . За слушање и дигитално преузимање објављен је на платформама као што су Apple Music, Deezer, Google Play и ITunes Store. На албуму се налази 26 нумера, укључујући шест скитова, а укупно трајање свих песама са албума је 77 минута и 31 секунда.
На албуму су гостовали музичари као што су Бука, Воке, српски реге музичар Немања Којић Којот, група THCF, Вокс, Деда, Don Trialeon, Луле, певачица Мика Костић, хрватски репери Таргет и Стока, босанскохерцеговачки репер Френки и амерички репер Havoc, некадашњи члан групе Mobb Deep.
Битове за албум радио је диск-џокеј Рајк, скречеве диск-џокеј Муња, док је Вироне радио бит за песму DNA, на којој Ђус репује са Havocom. За нумеру Бол ће проћи на којој гостује певачица Мика Костић, снимљен је спот. У децембру 2021. године објављен је спот за нумеру Репутација.
Уз албум објављено је поновно издање албума Хипхопиум вол.1, на којем су се нашле ремастеризоване верзије песама, оригиналне и никада објављене верзије песама Краљевски стил и Кеш Колица на којима гостује репер Икац из бенда V.I.P.
Заједно са албумом објављен је објављен и документарни филм под називом „Хипхопиум”, који је режирао Галеб Никачевић. Након изласка, документарац се нашао међу двадесет најгледанијих на сајту Youtube У Србији. У филму су учествовали репер Бата Барата, двојац из групе V.I.P., Salier del Flores, Вокс, Шварц, Воке, група THCF, диск-џокеј Муња, Ђанко, Весна Ивановић, Гога Грубјешић, диск-џокеј Кобаз, репер Fox и други.

## Списак песама
| №   | Назив                              | Трајање |  |
| 1.  | 1. септембар (Ђус и Воке)          | 2:48    |  |
| 2.  | Кватрић Вождовац (Ђус и Стока)     | 3:48    |  |
| 3.  | Сребрна дуга                       | 2:59    |  |
| 4.  | Коментаришу деца                   | 2:32    |  |
| 5.  | Срање је вруће                     | 3:50    |  |
| 6.  | Бол ће проћи (Ђус и Мика Костић)   | 3:23    |  |
| 7.  | Репутација                         | 3:18    |  |
| 8.  | Студењак (Ђус и Воке)              | 3:58    |  |
| 9.  | Ја вас чувам                       | 3:07    |  |
| 10. | Око нас (Ђус и THCF)               | 4:12    |  |
| 11. | DNA (Ђус и Havoc)                  | 3:18    |  |
| 12. | Фантаст (Ђус и Немања Којић Којот) | 3:20    |  |
| 13. | Ивановићи (Ђус и Стока)            | 2:03    |  |
| 14. | Франш Газела                       | 2:50    |  |
| 15. | Конташ (Ђус, Деда, Луле и )        | 3:11    |  |
| 16. | Стари град (Ђус и Бука)            | 2:52    |  |
| 17. | И ти и ти                          | 2:44    |  |
| 18. | Краљ Србије                        | 3:12    |  |
| 19. | Крижевићи (Ђус, Френки и Таргет)   | 3:57    |  |
| 20. | Ђе пијама (Ђус и Вокс)             | 3:13    |  |
| 21. | Скит 1 брат Тони                   | 1:13    |  |
| 22. | Скит 2 брат Тони                   | 1:37    |  |
| 23. | Скит 3 брат Тони                   | 1:49    |  |
| 24. | Скит 4 брат Тони                   | 1:10    |  |
| 25. | Скит 5 брат Тони                   | 1:29    |  |
| 26. | Скит 6 брат Тони                   | 1:09    |  |